# Surce Beats
Claudio González (Archena, Murcia, el 17 de abril de 1986) es un Productor musical, DJ  y diseñador de sonido español conocido como Surce Beats (también abreviado como Surce). Ha producido canciones de rap, trap, música electrónica y dubstep desde 2009 y ha trabajado con los sellos discográficos BOA Música y Sony Music, tanto en España como en Estados Unidos.

## Biografía

### Comienzos
Surce Beats empezó a producir canciones de forma amateur en 2009. Algunos de sus primeros temas como productor fueron "El sueño gris" de Grisu, "Mi música y yo" de Mawe o "En uno mismo" de Lacs. No fue hasta el año 2012 que Surce Beats se inició profesionalmente como productor en el mundo de la música rap.

### Carrera musical
En 2012 y gracias al uso de diferentes plataformas musicales como SoundClick y SoundCloud amplió su alcance rápidamente. Poco después se aventuró a cambiar de género y, bajo el mismo seudónimo, amplió su carrera abarcando también la música electrónica. Durante esa etapa lanzó decenas de sencillos de Dubstep. El más relevante fue Vuvuzela, lanzado en 2014, que actualmente cuenta con más de 1.800.000 reproducciones en YouTube y 600.000 reproducciones en SoundCloud
En el año 2016,  considerado uno de los mejores momentos para la música Trap en España, lanza Quantum,  su álbum debut de música electrónica. Quantum acumuló millones de reproducciones y vistas tanto en SoundCloud como en YouTube. De este disco aparecieron varios sencillos como Vuvuzela o Just Some Herb en Trap Nation, logrando así una gran cobertura y exposición.
Durante el año 2018 fue uno de los productores oficiales de la FMS de Urban Roosters. Esto llevó a que reconocidos artistas como Arkano,  Walls,  Chuty y muchos más compitiesen en la liga anual de freestyle rap sobre su música.
En 2019 reeditó su álbum instrumental The End, lanzado inicialmente en 2013. Éste es un álbum de nueve canciones de estilo abstracto, donde predomina el sonigo orquestal. De este disco se han extraído varios fragmentos para diferentes producciones posteriores.

## Discografía

### Recopilatorios
- "Electrofusion" (2012)
- "Plastic Fire" (2013)

### EP
- "The End"  (2013)
- "Banned" (2016)[7]

### LP
- "Quantum" (LP) (2016)

## Producciones destacadas
- Chukky - "Neocortex" (2012)
- BLS - "Poemas" (2012)
- El Santo y Tosko - "Algo Personal" (2013)
- El Santo y Tosko - "Planto Cara" (2013)
- El Santo y Tosko - "Come In" (2013)
- Yoque - "Fuego" (2013)
- Nasta - "Skit 2.0" (2013)
- Piezas - "Holden Caulfield" (2013)
- Pressidente y Charles Ans - "Por Mi Ciudad" (2014)
- El Club de los Tristes - "Quema" (2014)
- El Club de los Tristes - "La Balada Del Triste" (2014)
- El Club de los Tristes - "Plano Abierto" (2014)
- Shotta - "No Voy A Cambiar" (2014)
- Pries y Trev Rich - "Wish You Would" (2014)
- Jotandjota - "Soy Todo Un Señor" (2015)
- Piezas - "Huir o Morir" (2015)
- Tote King - "Malamadre" (2015)[8]
- Tote King - "Ranciofacts" (2015)
- Chukky - "Adiós" (2018)